# Port lotniczy Soroki
Port lotniczy Soroki (rum. Aeroportul Internațional Soroca, kod ICAO:LUSR) – port lotniczy zlokalizowany w mieście Soroki, w Mołdawii.